# سانتافه، آرژانتین
سانتافه (به اسپانیایی: Santa Fe) شهری در کشور آرژانتین، استان سانتافه است که در سال ۲۰۰۹ میلادی، حدود ۴۹۳۰۰۰ نفر جمعیت داشته‌است.

## نگارخانه

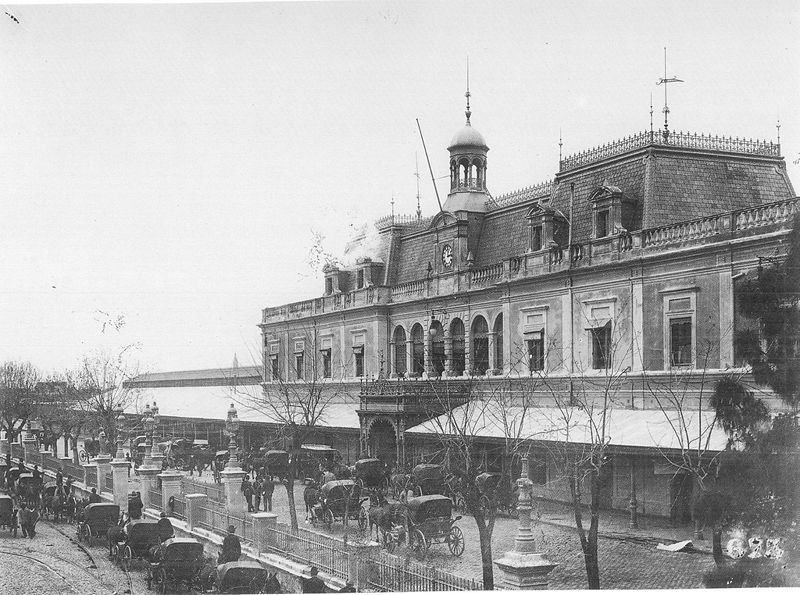
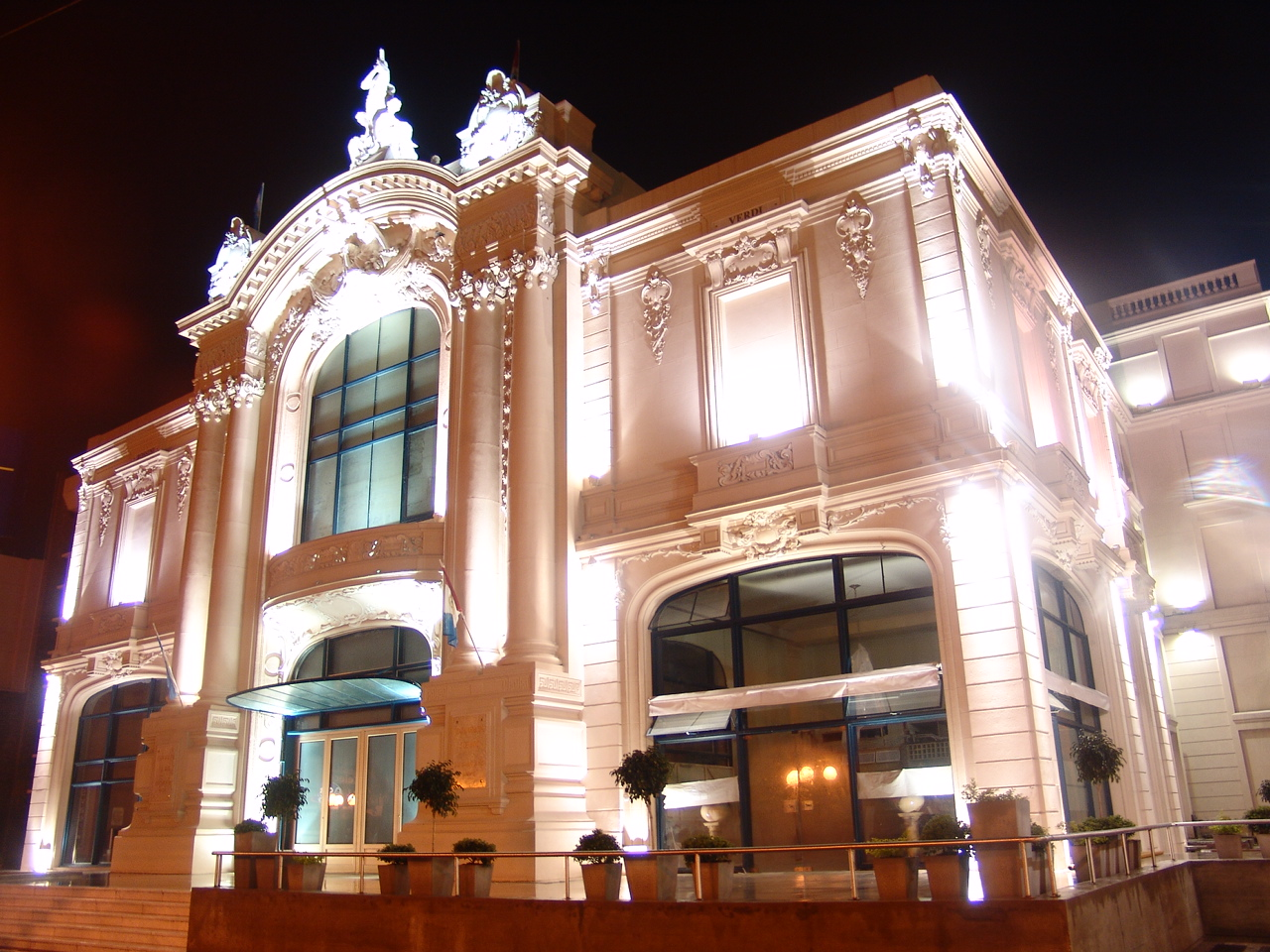
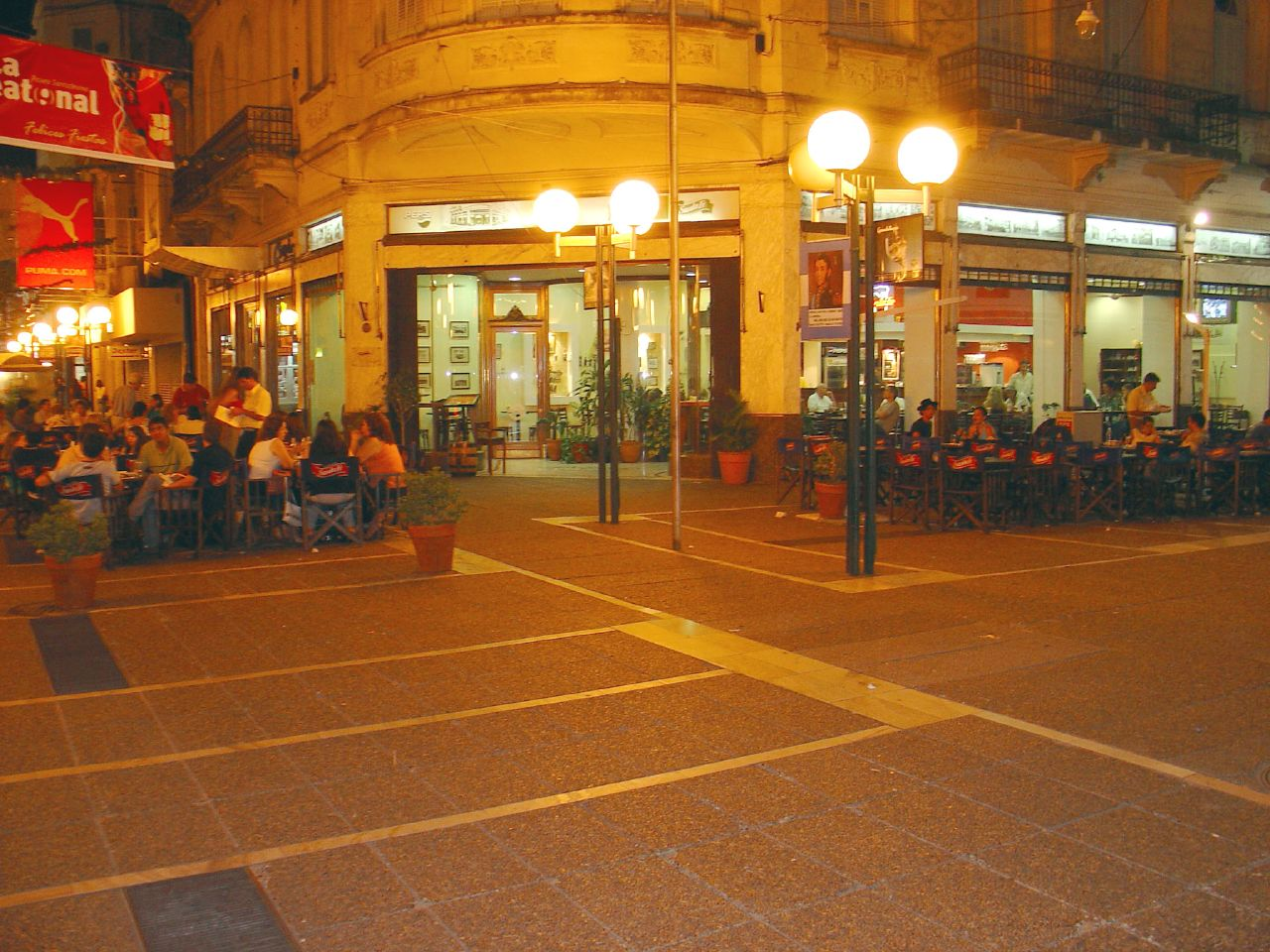